# Powiat Heilbronn
Powiat Heilbronn (niem. Landkreis Heilbronn) – powiat w Niemczech, w  kraju związkowym Badenia-Wirtembergia, w rejencji Stuttgart, w regionie Heilbronn-Franken. Stolicą powiatu jest miasto na prawach powiatu Heilbronn, które do powiatu jednak nie należy.

## Podział administracyjny
W skład powiatu Heilbronn wchodzi:
- 18 gmin miejskich (Stadt)
- 28 gmin wiejskich (Gemeinde)
- dziesięć wspólnot administracyjnych (Vereinbarte Verwaltungsgemeinschaft)
- cztery związki gmin (Gemeindeverwaltungsverband)

Miasta:
| Lp. | Nazwa miasta         | Ludność (31.12.2010) | Powierzchnia km² |
| --- | -------------------- | -------------------- | ---------------- |
| 1   | Bad Friedrichshall   | 18.762               | 24,70            |
| 2   | Bad Rappenau         | 20.505               | 73,55            |
| 3   | Bad Wimpfen          | 6.824                | 19,38            |
| 4   | Beilstein            | 6.063                | 25,25            |
| 5   | Brackenheim          | 15.128               | 45,74            |
| 6   | Eppingen             | 21.388               | 88,59            |
| 7   | Güglingen            | 6.132                | 16,27            |
| 8   | Gundelsheim          | 7.221                | 38,45            |
| 9   | Lauffen am Neckar    | 10.911               | 22,63            |
| 10  | Leingarten           | 10,772               | 23,48            |
| 11  | Löwenstein           | 3.134                | 23,46            |
| 12  | Möckmühl             | 8.084                | 49,61            |
| 13  | Neckarsulm           | 26.511               | 24,94            |
| 14  | Neudenau             | 5.181                | 32,93            |
| 15  | Neuenstadt am Kocher | 9.634                | 41,18            |
| 16  | Schwaigern           | 11.019               | 49,50            |
| 17  | Weinsberg            | 11.581               | 22,22            |
| 18  | Widdern              | 1.916                | 25,23            |

Gminy wiejskie:
| Lp. | Nazwa gminy           | Ludność (31.12.2010) | Powierzchnia km² |
| --- | --------------------- | -------------------- | ---------------- |
| 1   | Abstatt               | 4.486                | 9,66             |
| 2   | Cleebronn             | 2.692                | 17,09            |
| 3   | Eberstadt             | 3.161                | 12,50            |
| 4   | Ellhofen              | 3.328                | 5,86             |
| 5   | Erlenbach             | 4.920                | 12,73            |
| 6   | Flein                 | 6.647                | 8,47             |
| 7   | Gemmingen             | 4.913                | 19,08            |
| 8   | Hardthausen am Kocher | 3.989                | 35,55            |
| 9   | Ilsfeld               | 8.513                | 26,51            |
| 10  | Ittlingen             | 2.414                | 14,11            |
| 11  | Jagsthausen           | 1.551                | 17,67            |
| 12  | Kirchardt             | 5.407                | 21,50            |
| 13  | Langenbrettach        | 3.641                | 23,97            |
| 14  | Lehrensteinsfeld      | 2.164                | 6,22             |
| 15  | Massenbachhausen      | 3.504                | 8,76             |
| 16  | Neckarwestheim        | 3.509                | 13,97            |
| 17  | Nordheim              | 7.436                | 12,71            |
| 18  | Obersulm              | 13.952               | 31,07            |
| 19  | Oedheim               | 5.923                | 21,26            |
| 20  | Offenau               | 2.689                | 5,66             |
| 21  | Pfaffenhofen          | 2.396                | 12,10            |
| 22  | Roigheim              | 1.441                | 14,01            |
| 23  | Siegelsbach           | 1.630                | 7,68             |
| 24  | Talheim               | 4.820                | 11,62            |
| 25  | Untereisesheim        | 4.063                | 3,67             |
| 26  | Untergruppenbach      | 7.861                | 27,27            |
| 27  | Wüstenrot             | 6.633                | 30,02            |
| 28  | Zaberfeld             | 3.915                | 22,18            |

Wspólnoty administracyjne:
| Lp. | Nazwa wspólnoty administracyjnej | Ludność (31.12.2010) | Powierzchnia km² | Liczba gmin |
| --- | -------------------------------- | -------------------- | ---------------- | ----------- |
| 1   | Bad Friedrichshall               | 27.374               | 51,56            | 3           |
| 2   | Bad Rappenau                     | 27.542               | 102,73           | 3           |
| 3   | Brackenheim                      | 17.820               | 62,83            | 2           |
| 4   | Eppingen                         | 28.715               | 121,78           | 3           |
| 5   | Lauffen am Neckar                | 21.856               | 49,31            | 3           |
| 6   | Möckmühl                         | 12.992               | 106,52           | 4           |
| 7   | Neckarsulm                       | 35.494               | 41,43            | 3           |
| 8   | Neuenstadt am Kocher             | 17.264               | 100,70           | 3           |
| 9   | Obersulm                         | 17.086               | 54,53            | 2           |
| 10  | Schwaigern                       | 14.523               | 58,26            | 2           |

Związki gmin:
| Lp. | Nazwa związku gmin  | Ludność (31.12.2010) | Powierzchnia km² | Liczba gmin |
| --- | ------------------- | -------------------- | ---------------- | ----------- |
| 1   | Flein-Talheim       | 11.467               | 20,09            | 2           |
| 2   | Oberes Zabergäu     | 12.443               | 50,46            | 3           |
| 3   | Raum Weinsberg      | 20.234               | 46,80            | 4           |
| 4   | Schozach-Bottwartal | 26.923               | 88,69            | 4           |